# Levin Bacher Berend
Levin (Louis) Bacher Berend (* 1773 in Tirschtiegel; † 3. Mai 1839 in Berlin) war ein deutsch-jüdischer Kaufmann und Bankier.

## Leben
Levin Bacher Berend war ein Sohn des jüdischen Kaufmanns Bacher Beer in Tirschtiegel und jüngerer Bruder von Samuel Bacher Berend. Zusammen mit seinem Bruder kam er um 1892 nach Potsdam, wo beide geschäftlich tätig waren und bedeutende Heereslieferanten wurden. 1812 erhielt er das Bürgerrecht in Potsdam und änderte seinen Vornamen in Louis. Um die Jahreswende 1812/1813 zogen die Brüder nach Berlin und begründeten das Bankhaus Gebr. Berend & Co. 1814 ließen sie sich bei der Kaufmannschaft der Tuch- und Seidenhandlung aufnehmen und wurde dann Mitglied der Korporation der Kaufmannschaft. 1818 erwarben die Brüder die Häuser Neue Friedrichstraße 9 und 10 und gründeten dort eine Zuckersiederei als Gesellschaftsunternehmen. Louis wohnte zunächst Unter den Linden 4a (alte Zählung) und erwarb um 1815 das Haus Unter den Linden 19 (alte Zählung). 1820 erwarb Louis einen Teil des Schlossgeländes in Charlottenburg und ließ dort ein Landhaus nach Entwurf von Schinkel errichten, verkaufte den Besitz aber bald wieder. 1828 wurde in den von Beuth gegründeten Verein zur Beförderung des Gewerbefleißes in Preußen aufgenommen. 1830 wurde er Kommerzienrat.

## Familie
Louis war verheiratet mit Therese Steinthal, Tochter des Moses Pintus Steinthal aus Potsdam. Sie hatten die Söhne Bernhard Ludwig (* 1807), der Geheimer Regierungsrat in Koblenz wurde, Hermann Ludwig (* 1814), der Amtsvorsteher wurde und die Rittergüter Groß Machnow (1836–1853) und Mariendorf (ab 1837) besaß und Philipp Ludwig Bernhard (1819–1888), der Oberamtmann wurde und von 1846 bis 1851 das Rittergut Brusendorf besaß.